# Краслава
Краслава (произношение) (на латвийски: Krāslava) е град в източна Латвия, намиращ се в историческата област Латгале. Градът е административен център на район Краслава.

## История
За първи път Краслава е споменат в документ от 1558 г., но реалното развитие на града започва едва през 1729 г., когато граф Лудвиг Платер купува местността. В следващите близо два века благородническото семейство Платер определя икономическия и културен живот в Краслава и района около него.
С помощта на полски и немски занаятчии местните хора започват да се занимават с изработката на килими, коприна, кадифе, памук, бижута и оръжия. Продукцията на Краслава се изнася в целия Балтийски регион, Германия и Полша, а част от нея остава за местните изложения.
Една от историческите гордости на Краслава е католическата семинария, която е била активна в периода 18-19 век и е била първото такава в цялата област Латгале. Други известни постройки от това време са романо-католическата църква, двореца Краслава (някогашната постоянна резиденция на фамилия Платер), библиотеката и водната мелница, всички построени в приблизително едно и също време.

## Известни личности
- Николай Лоски (1870-1965) – философ
- Наумс Аронсонс (1872-1943) – скулптор
- Павилс Глауданс (1915-1968) – живописец
- Цецилия Динере (1919-1996) – писател
- Ванда Зевалде (1922-1997) – скулптор
- Валдис Краславиетис – поет
- Петерис Корошевкис (1940-) – политик
- Валентина Готовска (1963-) – лекоатлетка
- Инета Радевича (1981-) – лекоатлетка